# 陆潜

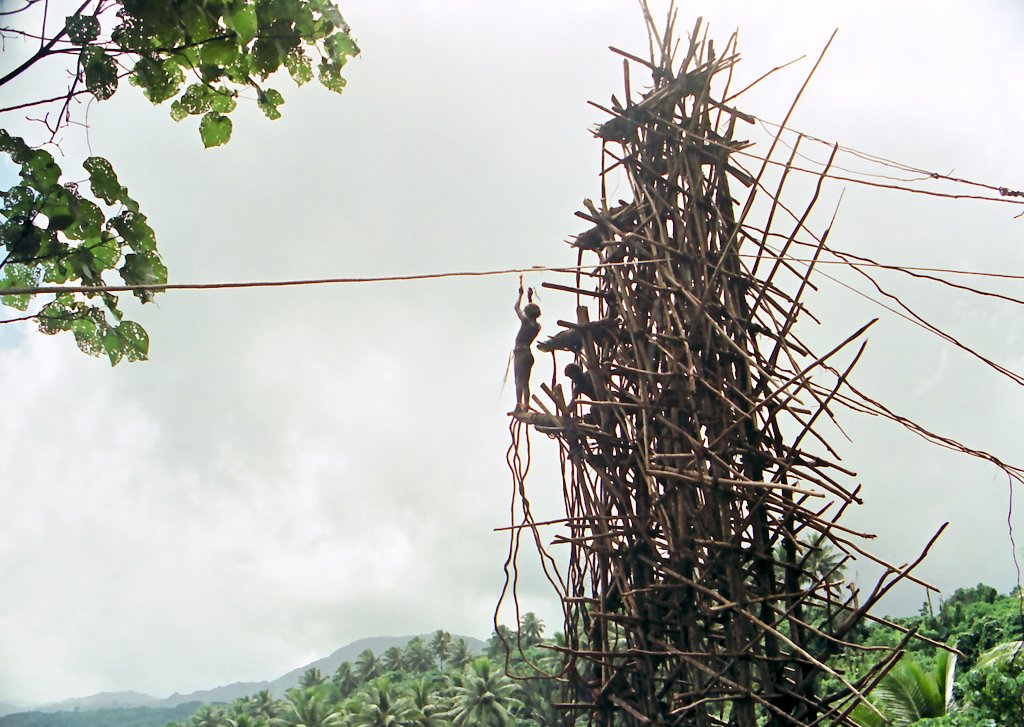
一名陸潛者已准备好。除了藤条，陸潛不配备任何安全装置。

陸潛（比斯拉马语：Nanggol）是瓦努阿图彭特科斯特岛南部的一种仪式，是高空彈跳的起源。人们从20至30米高的跳台上跳下，仅仅依靠包裹在膝盖上的两根树藤拉住。陸潛除了树藤没有任何安全装置。这项传统已经发展为一项旅游特色。根据吉尼斯世界纪录，在非工业社会的人类体验的最好的感觉就是高空彈跳中落至最低点时的快感。

## 引用
1. ↑  Harewood 2009，第94頁
2. ↑  Debra Ronca. . HowStuffWorks.   [26 May 2010]. （原始内容存档于2011-07-08）.
3. 1 2  Mike Lee. . ABC News Internet Ventures.   [24 May 2010]. （原始内容存档于2020-11-27）.
4. ↑  Jolly 1994，第132頁
5. ↑  MacClancy 1998，第xviii頁